# Roupala pinnata
Roupala pinnata là một loài thực vật thuộc họ Proteaceae. Đây là loài đặc hữu của Peru.